# La saeta (Julio Romero de Torres)
La saeta es un cuadro realizado en 1918 por el pintor español Julio Romero de Torres. Sus dimensiones son de 180 × 177 cm. Pertenece a la Colección Cajasur, expuesto en el Palacio de Viana, Córdoba.

## Descripción
En este cuadro, Romero de Torres, resume parte de la Semana Santa de Córdoba, uniendo los pasos de la Nuestra Señora de Los Dolores (Córdoba) y el Cristo de Gracia, también conocido como "el Esparraguero".No obstante, estos pasos no coincidirían, ya que procesionan en diferentes días. En el fondo de la obra aparece la casa del marqués de la Fuensanta del Valle, actualmente el Conservatorio Superior de Música Rafael Orozco.
En primer término está representada la modelo Amalia la Gitana sobre un reclinatorio, inspirado en La virgen de los plateros de Valdés Leal y Calvario de la Inquisición de Antonio del Castillo, ambos en el Museo de Bellas Artes de Córdoba que había sido vivienda de los Romero de Torres. Acompañada a la figura central un hombre ciego, un joven esposado, una anciana y una joven.

## Réplica en azulejos
La obra se expuso en la sala Majectic Hall de Bilbao en 1919 donde se celebró la primera muestra individual del artista y que fue un éxito. Un año después, tras el éxito de la muestra, en Córdoba se decidió renombrar la calle Mascarones con azulejos por el nombre del pintor y se recaudó tanto dinero que sobraron azulejos, por lo que se usaron para una copia de La saeta en la plaza de Capuchinos, debido a su conexión con la Virgen de los Dolores, siendo inaugurado el 2 de octubre de 1921.